# Ian McShane
Ian David McShane (Blackburn, 29 september 1942) is een Engelse acteur. Hij is de zoon van Harry McShane (voormalig voetballer van Manchester United FC) en Irene Cowley.
Voor zijn rol van de historische figuur Al Swearengen in de televisieserie Deadwood won hij in 2005 een Golden Globe (beste acteur).
McShane is de spoken voice-over in het nummer "Slave to the rythm" van Grace Jones.

## Filmografie

### Als producer
- 1996 : Madson (televisieserie)

### Als regisseur
- 1986 : Les Règles de l'art ("Lovejoy") (televisieserie)

- Bibsys: 3004589
- Biblioteca Nacional de España: XX1506829
- Bibliothèque nationale de France: cb13897346n (data)
- Catàleg d'autoritats de noms i títols de Catalunya: 981058520481806706
- CiNii: DA17815268
- Gemeinsame Normdatei: 141809477
- International Standard Name Identifier: 0000 0001 1507 0704
- Library of Congress Control Number: no98079650
- MusicBrainz: 6c751242-3350-4ee4-b300-4f5be84a09bc
- Nationale Bibliotheek van Tsjechië: pna2005261877
- Nationale bibliotheek van Australië: 36033668
- Nationale Bibliotheek van Israël: 987007329599005171
- Nederlandse Thesaurus van Auteursnamen: 242290663
- Système universitaire de documentation: 128561963
- Trove: 607187
- Virtual International Authority File: 42026003
- WorldCat: E39PBJymFTdTQPtCWg74cX3RKd